# San Diego Sockers
El San Diego Sockers fou un club de futbol professional de la ciutat de San Diego (Califòrnia) que participà en la North American Soccer League, entre altres lligues.

## Història
L'equip es fundà amb el nom de Baltimore Comets el 1974, traslladant-se a San Diego amb el nom de San Diego Jaws el 1976. Després d'una temporada a Las Vegas, l'equip retornà a San Diego amb el nom de San Diego Sockers el 1978.
Fou un dels club de futbol indoor amb més èxits dels Estats Units. Començà a la North American Soccer League entre 1978 i 1984. En aquesta lliga disputà tant les competicions a l'aire lliure com les competicions indoor (1980-1982, 1983-1984). Quan la NASL desaparegué, el club ingressà a la Major Indoor Soccer League (1982-83, 1984-92) i més tard participà en la Continental Indoor Soccer League (1993-96). L'any 1996 l'equip es va dissoldre.
Posteriorment hi ha hagut dos intents de reviure l'equip. El primer fou amb la creació d'una nova franquícia que participà en la World Indoor Soccer League (2001) i a la Major Indoor Soccer League (2002-2004), i el segon amb la creació d'un nou San Diego Sockers a la Professional Arena Soccer League per la temporada 2009-2010.

## Estadis
- Qualcomm Stadium (1978-84) (outdoor) 60.000 espectadors
- San Diego Sports Arena (1980-96)(indoor) 13.000 espectadors

## Palmarès
- North American Soccer League (indoor):
  - 1982, 1984
- Major Indoor Soccer League:
  - 1983, 1985, 1986, 1988, 1989, 1990, 1991, 1992

## Entrenadors
- Hubert Vogelsinger 1978-1980
- Ron Newman 1980-1993

## Futbolistes destacats

### Outdoor
- Kevin Crow (1983-1996)
- Jean Willrich (1978-1984) (1980-1988)
- Julie Veee (1978-1982) (1981-1984) (1985-1988)
- Ade Coker (1978-1979) (1982-1987)
- Kazimierz Deyna (1981-87)
- Brian Joy (1976/1978)
- Walker McCall (1979-80)
- Zoltan Toth (1984-1990)
- Hugo Sánchez (1979/80)
- Willman Morcillo (1982-1984)

### Indoor
- Paul Dougherty (1987-92)
- Zoltan Toth (1984-1990)
- Willman Morcillo 1982-1984